# Harry Potter y el cáliz de fuego (película)
Harry Potter  y el cáliz de fuego (título original en inglés: Harry Potter and the Goblet of Fire) es la cuarta película de la serie de películas de Harry Potter y de la franquicia Mundo Mágico. Fue dirigida por el realizador inglés Mike Newell y estrenada el 18 de noviembre de 2005. Esta película fue la primera en recibir la clasificación PG-13 por contener escenas de violencia y terror.
La película obtuvo $896 millones de dólares, siendo la película del 2006 con más ganancias, recibió un premio BAFTA en la categoría Mejor Diseño de Producción, y una nominación a un premio Óscar en la categoría Mejor Dirección Artística, y obtuvo un récord Guinness por ser el DVD 2006  que se ha vendido más rápido.

## Argumento
La película inicia cuando Harry Potter (Daniel Radcliffe) empieza a ver en sus sueños al jardinero de los Riddle llamado Frank Bryce, quien escucha a lord Voldemort conspirando junto con Peter Pettigrew (Timothy Spall), su serpiente Nagini y otro joven en la habitación de una casa. Bryce es asesinado por Voldemort al asomarse tras ver luz proveniente de la casa. Más tarde, Harry y sus amigos visitan la final de la Copa Mundial de Quidditch, sin embargo después del partido, la celebración del equipo campeón es súbitamente interrumpida por unos sujetos enmascarados y encapuchados que empiezan a incinerar todo a su paso y a aterrorizar a los espectadores en el lugar, en su intento de escapar Harry tropieza y es pateado en la cabeza quedando inconsciente. Después del incidente, un hombre aparece caminando entre las ruinas para convocar la Marca Tenebrosa en el cielo, por otro lado Harry se despierta del golpe y es encontrado por sus amigos, para posteriormente ser emboscados por un grupo de funcionarios del Ministerio de Magia, entre ellos Barty Crouch Sr. que los acusa de haber lanzado la Marca Tenebrosa, pero Harry sin saber que sucede pregunta de que están hablando, Hermione y Arthur Weasley le explican que es la marca de Voldemort y los que atacaron previamente fueron los Mortífagos de este mago tenebroso. 
En el tren de camino a Hogwarts, estos ven la portada del diario El Profeta en donde mencionan que no se encontraron pruebas que expliquen como fue que ese incidente ocurrió frente a las narices del Ministerio sin que lo notarán, Harry por su parte decide escribirle a Sirius para informarle sobre estos acontecimientos recientes.
En Hogwarts, una prestigiosa contienda llamada Torneo de los Tres Magos se va a desarrollar y en ella participarán las tres escuelas de magia más famosas de Europa conformadas por: Hogwarts, Beauxbatons y Durmstrang, además de ello la única forma de poder participar en el torneo es lanzando un trozo de pergamino con su nombre a la llama azul del cáliz de fuego antes del siguiente viernes y donde también Dumbledore les advierte a los todos aspirantes a participar, que si en el peor de los casos su nombre es uno de los seleccionados por el cáliz de fuego, ya no habrá forma ninguna escapatoria de la contienda. En la noche en que se dan a conocer a los representantes de cada colegio por el cáliz de fuego resultan electos Viktor Krum de Durmstrang, Fleur Delacour de Beauxbatons y Cedric Diggory de Hogwarts, sin embargo el cáliz sorprendentemente saca otro pergamino con el nombre de Harry Potter. Pese a la reticencia de los directores de las instituciones Barty Crouch Sr. explica que la decisión es innegable y Harry está dentro de la contienda irremediablemente. Más tarde, la profesora Minerva McGonagall (Maggie Smith) está muy preocupada y buscando cualquier manera de que Harry no participe debido a su corta edad, sin embargo Albus Dumbledore (Michael Gambon) decide dejar que Harry participe mientras que la situación no se aclare, acorde a la sugerencia de Severus Snape (Alan Rickman), además de ello, el profesor Dumbledore le pide al nuevo profesor de Defensa contra las Artes Oscuras, Alastor Moody (Brendan Gleeson), que vigile de cerca al joven mientras se desarrolla la contienda.
A raíz de lo que pasó con el Cáliz de Fuego previamente, nadie en todo el colegio cree que Harry sea inocente de lo que sucedió, ni siquiera su amigo Ron (Rupert Grint), quien tiene un altercado con él y deja de hablarle un tiempo, mientras que Hermione (Emma Watson) por su parte junto con Neville, parecen ser los únicos que creen que Harry es inocente. Por otro lado, el padrino del joven Sirius Black (Gary Oldman) le advierte a Harry que el incidente con su nombre el cáliz no es una casualidad, ya que podría estar relacionado con Igor Karkaroff (Predrag Bjelac), el director de Durmstrang que hace unos años era un mortífago, ya que según menciona Sirius, un mortífago nunca deja de serlo a pesar de volverse un desertor, también otra opción podría ser Barty Crouch Sr., un funcionario del Ministerio de Magia cuyo hijo fue enjuiciado y condenado a prisión hace mucho tiempo por servir a Voldemort y sus mortífagos, pero justo en ese momento Harry escucha que alguien se acerca y Sirius solo se limita a decirle por último, que trate de mantener a sus amigos consigo, ya que los va a necesitar, en ese momento Ron se aparece en el lugar y le cuestiona a Harry que estaba haciendo afuera de la cama tan tarde y este solo se limita a decirle que hablaba consigo mismo, pero Ron de forma despectiva y aun molesto con su amigo le menciona si no estará practicando para su siguiente entrevista y finalmente se retira a dormir, pero justo cuando Ron abandona la escena, Harry trata de seguir hablando con Sirius, pero descubre que este ya había cerrado la comunicación desde la chimenea. Al día siguiente, Harry esta sentado frente al lago, hasta que Ron se aparece en el lugar, aunque todavía sigue molesto con su amigo por el incidente del cáliz y le envía a través de Hermione un confuso mensaje donde le informan que Hagrid lo estaba buscando. Esa noche, Harry se reúne con Hagrid en donde descubren que la primera prueba del Torneo consiste en enfrentarse a un dragón para rescatar un huevo dorado. Tras descubrir esto, joven mago decide contar lo que sabe al otro campeón de Hogwarts, Cedric Diggory (Robert Pattinson), para que este último quede advertido de la prueba a la que serán sometidos a superar el primer día de competencia. Como Harry no encuentra forma posible de enfrentarse a la bestia, Alastor lo ayuda a preparar una estrategia para enfrentar a su dragón.
El día de la primera prueba Harry utiliza el encantamiento convocador y llama a su escoba, Saeta de Fuego, montándola para evadir el fuego del dragón. Pero la bestia se libera y persigue a Harry por todo el colegio hasta derribarlo. Cuando parece que todo está perdido, Harry emerge y captura el huevo dorado, logrando superar con éxito la primera prueba, sin embargo al abrir el huevo solo escuchan un grito muy fuerte y desgarrador, por lo que Harry rápidamente cierra el huevo para anular el escándalo. Poco después Ron se aparece en la escena y admite que después de ver todo el peligro innecesario que corrió su amigo durante la primera prueba, finalmente comprende que Harry nunca se postuló verdaderamente para participar en el Torneo y se reconcilian de este malentendido, como también el resto de sus compañeros de casa, los cuales le ofrecen una disculpa.
Cerca de Navidad, la profesora McGonagall anuncia que se hará un baile al cual deberán asistir los alumnos en pareja. Harry y Ron no logran conseguir a nadie, Ron le intenta pedir a Hermione que vaya con el pero ella molesta le explica que sí tiene pareja cosa que ambos dudan, horas más tarde Harry trata de invitar a Cho Chang, pero desafortunadamente esta le menciona que ya tiene pareja. Finalmente los dos asisten con Parvati (Shefali Chowdhury) y Padma Patil (Afshan Azad) respectivamente, y descubren con gran sorpresa que Hermione tiene por pareja al búlgaro Viktor Krum (Stanislav Ianevski), el campeón de Durmstrang. Esto produce una fuerte discusión entre el muchacho pelirrojo y la chica, lo que da a entender que existen celos por parte de Ron hacia Hermione por no haber bailado con él. Harry por otra parte solo se queda viendo desilusionado y celoso a Cho con Cedric.
Unos días después Cedric le dice a Harry que tome su huevo dorado y trate de meditar un poco en el baño de prefectos del quinto piso, una vez en lugar Harry trata de seguir el consejo de Cedric, pero en un principio no tiene éxito en encontrar como escuchar el indicio del huevo dorado, sin embargo Myrtle la llorona se aparece de casualidad en el lugar y le menciona a Harry que coloque el huevo debajo del agua, en ese instante Harry decide seguirle la corriente a Myrtle y coloca el huevo dorado dentro del agua y consigue escuchar una voz que le explica de lo que tratara la segunda prueba del torneo, la cual tendrá lugar en el Lago Negro en las próximas horas. En la segunda prueba, cada campeón deberá rescatar a una persona muy apreciada del fondo del Lago Negro en menos de una hora antes de que se les acabe dicho lapso de tiempo y los rehenes deban quedarse allí para siempre. El protagonista utiliza las branquialgas que le consigue Neville Longbottom (Matthew David Lewis) y llega hasta el lugar custodiado por las sirenas, posteriormente Cedric se aparece y rescata a Cho Chang, pero también le recuerda a Harry que debe darse prisa, ya que se estaba acabando el tiempo y que el efecto de las branquialgas no durará mucho, por otro lado Fleur Delacour (Clémence Poésy), la campeona de Beauxbatons, no aparece para rescatar a su hermana menor, ya que había sido atacada en las profundidades por los Grindylows por lo que se vio forzada a abandonar la prueba. Sin embargo y viendo que las sirenas se marcharon, debido a que el campeón de Durmstrang, Viktor Krum las ahuyentó por su transformación incompleta de un tiburón blanco y haber rescatado a Hermione en el proceso, Harry aprovecha la oportunidad de salvar a la hermana menor de Fleur y a Ron al mismo tiempo, sin embargo cuando Harry inicia el ascenso a la superficie el efecto de las branquialgas se agota y repentinamente es atacado por los Grindylows. Sin tiempo que perder, Harry decide dejar que Ron y a la hermana de Fleur consigan salir a la superficie, mientras que este consigue deshacerse de los Grindylows con un encantamiento aunque con las últimas fuerzas que le quedan consigue usar el encantamiento "Ascendio" y consigue salir a la superficie antes de que este se ahogara y llega en último lugar, aunque Dumbledore le otorga el segundo lugar por su valerosa acción. Una teoría seria que esta prueba enseña lo que cada persona ama más y valora más en su vida. A Cedric tiene que rescatar a Cho Chang, eso quiere decir que lo que más valora en el mundo es el amor en pareja. A Fleur Delacour le importa más la familia porque le llevan a su hermana menor a la prueba para que la rescate. A Harry le importa más la amistad sobre todas las cosas porque le llevan a su mejor amigo, Ron Weasley. Y finalmente, a Viktor Krum le llevan a Hermione, así que el al igual que Cedric, Victor Krum valora más el amor en pareja.
En una caminata por el bosque junto con Hagrid (Robbie Coltrane), el trío encuentra el cadáver de Barty Crouch Sr. detrás de un árbol. A pesar de este suceso el Ministro de Magia Cornelius Fudge (Robert Hardy) se niega a suspender el Torneo y tiene una disputa con Dumbledore. Harry, quien ha ido a hablar con el director sobre sus sueños se queda en el despacho del anciano mago y termina descubriendo el pensadero, un objeto mediante el cual se puede acceder a los recuerdos depositados por el director. Así, Harry descubre que tanto Severus Snape (Alan Rickman) como Igor Karkaroff fueron mortífagos hace 13 años atrás y que este último delató a Barty Crouch Jr. (David Tennant) quien fue enjuiciado por lo mismo y con esto Igor obtuvo su liberación de Azkaban y se volvió un mortífago desertor. Justo en ese momento Dumbledore se aparece y saca a Harry del pensadero, quien rápidamente le pregunta que fue lo que pasó con Barty Crouch Jr. y Dumbledore le menciona que el mismo fue enviado a Azkaban, algo que destrozo considerablemente a Barty Crouch Sr. y que el mismo no tuvo otra opción, ya que la evidencia en su contra era contundente, ante esto Dumbledore le cuestiona a Harry porque tanto interés en el tema y este menciona que soñó precisamente con Barty Jr. y que esto ocurrió en el verano antes de volver a Hogwarts, donde este menciona en dichas pesadillas Harry se aparecía en una casa y veía a Peter Petigrew junto con Barty Jr. y Voldemort aunque este último no parecía humano en donde estos estaban planeando algo y que siempre es el mismo sueño una y otra vez, tras oír el recuento sobre las pesadillas con Voldemort y sus sirvientes, Dumbledore le sugiere a Harry que ignore tales pesadillas ya que estas podrían ser peligrosas.
En la tercera prueba los cuatro campeones deben cruzar un laberinto encantado y llegar hasta la Copa de los Tres Magos para ganar la contienda. Sin embargo, el laberinto parece estar vivo y ataca a todos los participantes. Harry encuentra a Fleur Delacour inconsciente y pronto queda en medio de un duelo de varitas entre Cedric Diggory y Viktor Krum, que está bajo la influencia del maleficio "imperius". Harry y Cedric llegan hasta la copa con mucha dificultad y la tocan al mismo tiempo, pero el objeto resulta ser un traslador temporal que los transporta hasta el cementerio en el Pequeño Hangleton (en el cual están enterrados los abuelos y el padre del Señor Tenebroso).
En medio de las tumbas, se aparece Peter Pettigrew con Voldemort en sus brazos, donde inmediatamente matan a Cedric con el maleficio Avada Kedavra y apresan a Harry para llevar a cabo un ritual de magia negra para reconstruir el cuerpo del Señor Tenebroso, utilizando el hueso del padre de Tom Riddle, la mano de Pettigrew, la cual este se corta por voluntad propia y la sangre de Harry haciéndole una cortada en su brazo. Tras esto, Voldemort resucita y con todos sus poderes completos convoca a sus seguidores –a quienes castiga por su falta de lealtad-, donde además le crea una mano metálica de reemplazo a Pettigrew por su ayuda en el ritual, posteriormente Voldemort empieza a torturar a Harry hasta comenzar un duelo con el chico. Pero las varitas de ambos se unen gracias a un efecto conocido como Priori Incantatem que hace surgir los espectros de las personas asesinadas con la varita del Señor Tenebroso. Entre estos están los padres de Harry y Cedric que hacen de escudo para que el joven mago tome el traslador, el cadáver de su compañero y huya hacia Hogwarts.
En medio de la muchedumbre, Harry aparece llorando con el cadáver de Cedric y la copa pierde su efecto de traslador. Todos los asistentes se dan cuenta de la tragedia y se horrorizan al ver el cuerpo del muchacho. Moody lo aleja del caos llevándolo a su despacho. Allí se revela que él puso el nombre de Harry en el cáliz de fuego, embrujó a Krum y modificó la copa para llevar al chico ante el Señor Tenebroso. Sólo con su sangre Voldemort sería capaz de vencer la protección que Lily Potter puso sobre su hijo al morir. Cuando Moody está a punto de matar al chico, súbitamente Dumbledore, Snape y McGonagall se aparecen y desarman al hechicero que resulta ser Barty Crouch Jr, sólo que con el cuerpo de Moody gracias a la Poción Multijugos.
Dumbledore convoca a los alumnos y al personal para aclarar las circunstancias de la muerte de Cedric y manifiesta la oposición del Ministerio de Magia a admitir que Voldemort ha vuelto. El director aclara a Harry que ahora se encuentra ante un peligro mayor pero que él no está solo para combatirlo. 
En la última escena, los extranjeros se retiran aplaudidos por la gente de Hogwarts mientras que Harry, Hermione y Ron permanecen algo apartados. Preocupada, Hermione pregunta si todo cambiará. Harry le responde que sí, puesto que sabe que ahora su némesis ha regresado más poderoso que nunca.

## Reparto
| Personaje                            | Actor                | Doblaje (España)      | Doblaje (Hispanoamérica) |
| Protagonistas                        | Protagonistas        | Protagonistas         | Protagonistas            |
| ------------------------------------ | -------------------- | --------------------- | ------------------------ |
| Harry Potter                         | Daniel Radcliffe     | Axel Amigo            | Víctor Ugarte            |
| Ron Weasley                          | Rupert Grint         | Ian Lleonart          | Luis Daniel Ramírez      |
| Hermione Granger                     | Emma Watson          | Michelle Jenner       | Leyla Rangel             |
| Profesorado de Hogwarts              |                      |                       |                          |
| Albus Dumbledore                     | Michael Gambon       | Claudio Rodríguez     | César Arias              |
| Rubeus Hagrid                        | Robbie Coltrane      | Carlos Kaniowsky      | Blas García              |
| Alastor "Ojoloco" Moody              | Brendan Gleeson      | Maynardo Zavala       |                          |
| Severus Snape                        | Alan Rickman         | Juan Fernández Mejías | Rolando de Castro        |
| Minerva McGonagall                   | Maggie Smith         | Mari Luz Olier        | Queta Leonel             |
| Filius Flitwick                      | Warwick Davis        | Eduardo Moreno        |                          |
| Argus Filch                          | David Bradley        | Aparicio Rivero       | Jesse Conde              |
| Mortífagos                           |                      |                       |                          |
| Lord Voldemort                       | Ralph Fiennes        | José Antonio Ceinos   | José Luis Orozco         |
| Peter Pettigrew                      | Timothy Spall        |                       | Carlos del Campo         |
| Lucius Malfoy                        | Jason Isaacs         |                       | Alejandro Vargas Lugo    |
| Bartemius Crouch Jr                  | David Tennant        |                       | José Gilberto Vilchias   |
| Mundo mágico                         |                      |                       |                          |
| Rita Skeeter                         | Miranda Richardson   |                       |                          |
| Sirius Black                         | Gary Oldman          |                       | Alejandro Mayén          |
| Arthur Weasley                       | Mark Williams        |                       | Mario Sauret             |
| Cornelius Fudge                      | Robert Hardy         |                       | César Izaguirre          |
| Bartemius Crouch                     | Roger Lloyd-Pack     |                       | Arturo Mercado           |
| James Potter                         | Adrian Rawlins       | Luis Bajo             | Jorge Ornelas            |
| Lily Potter                          | Geraldine Somerville | Paloma Escaloma       |                          |
| Personajes de Beauxbatons            |                      |                       |                          |
| Fleur Delacour                       | Clémence Poésy       |                       | Liliana Barba            |
| Olympe Maxime                        | Frances de la Tour   |                       |                          |
| Gabrielle Delacour                   | Angelica Mandy       |                       |                          |
| Personajes de Durmstrang             |                      |                       |                          |
| Igor Karkaroff                       | Predrag Bjelac       |                       | Gerardo Reyero           |
| Viktor Krum                          | Stanislav Ianevski   |                       |                          |
| Estudiantes de Hogwarts              |                      |                       |                          |
| Cedric Diggory                       | Robert Pattinson     |                       | Christian Strempler      |
| Cho Chang                            | Katie Leung          |                       | Georgina Sánchez         |
| Ginny Weasley                        | Bonnie Wright        | Nuria Pascual         | Alondra Hidalgo          |
| Fred Weasley                         | James Phelps         | Jordi Cruz            | Enzo Fortuny             |
| George Weasley                       | Oliver Phelps        | José Manuel Rodríguez | Enzo Fortuny             |
| Draco Malfoy                         | Tom Felton           | Nacho Aldeguer        | Gabriel Ramos            |
| Neville Longbottom                   | Matthew Lewis        | Daniel Weimberg       | Amado Cabrera            |
| Seamus Finnigan                      | Devon Murray         | Javier Ávila          |                          |
| Ernie Macmillan                      | Louis Doyle          |                       |                          |
| Hannah Abbott                        | Charlotte Skeoch     |                       |                          |
| Vincent Crabbe                       | Jamie Waylett        |                       |                          |
| Gregory Goyle                        | Joshua Herdman       | Adrián Suárez         |                          |
| Parvati Patil                        | Shefali Chowdhury    |                       | Gaby Ugarte              |
| Padma Patil                          | Afshan Azad          |                       | Xóchitl Ugarte           |
| Angelina Johnson                     | Tiana Benjamin       | Carmen Cervantes      |                          |
| Otros                                |                      |                       |                          |
| Myrtle la Llorona                    | Shirley Henderson    |                       | Mayra Arellano           |
| Frank Bryce                          | Eric Sykes           |                       |                          |
| "Las Brujas de Macbeth"              |                      |                       |                          |
| Cantante (Myron Wagtail)             | Jarvis Cocker        |                       |                          |
| Batería                              | Phil Selway          |                       |                          |
| Guitarra líder (Kirley Duke)         | Jonny Greenwood      |                       |                          |
| Bajo (Donaghan Tremlett)             | Steve Mackey         |                       |                          |
| Guitarra rítmica (Heathcote Barbary) | Jason Buckle         |                       |                          |
| Piano                                | Steve Claydon        |                       |                          |

### Créditos técnicos
- Dirección de Doblaje en España: Eduardo Gutiérrez
- Estudio de Doblaje en España: Tecnison

## Producción
El director británico Mike Newell fue elegido para dirigir la película después de que el director de Harry Potter y el prisionero de Azkaban, Alfonso Cuarón, anunció que sólo dirigiría una película de Harry Potter. En una declaración para explicar la transición de los directores, el productor de la serie David Heyman dijo:

Cuando Alfonso tomó la decisión de centrarse en completar Harry Potter y el prisionero de Azkaban, nos enfrentamos a la difícil tarea de encontrar un director para manejar los complejos desafíos de Harry Potter y el cáliz de fuego y seguir los pasos de Chris Columbus y Alfonso Cuarón. El rico y diverso cuerpo de trabajo de Mike muestran que él es la elección perfecta. Ha trabajado con niños, nos ha hecho reír, y nos tuvo sentados al borde de nuestros asientos. Él es genial con los actores y empapa a todos sus personajes, todas sus películas, con gran humanidad. Estoy muy emocionado.

El rodaje de Harry Pottery y el cáliz de fuego comenzó el 4 de mayo de 2004. Las escenas que involucraron a los actores principales de la película comenzaron a filmarse el 25 de junio de 2004 en los Estudios de Warner Bros. en Leavesden, Inglaterra.
Steve Kloves, el guionista de las anteriores entregas, regresó para Harry Potter y el cáliz de fuego. Al adaptar un libro de más de 600 páginas en una película, Kloves comentó que "nosotros siempre pensamos que serían dos películas, pero nunca podríamos encontrar una manera de separarla en dos. Así que será una experiencia diferente del libro." 

### Escenografía
Como en las entregas anteriores, Stuart Craig y Stephenie McMillan proporcionaron la dirección artística y la escenografía de la película, respectivamente. Debido a la extensión de la película, hubo varias sets nuevos y transformaciones de los viejos sets creados. McMillan estaba más entusiasmada con rediseñar el Gran Comedor para las escenas que aparezcan en el Baile de Navidad. "Originalmente, pensamos en cortinas plateadas, manteles plateados y una pista de hielo," dijo McMillan, "pero simplemente seguía y seguía. Los hombres de las cortinas finalmente dijeron, '¿Por qué no sólo pegamos las telas en la pared?'"  Cada prueba del Torneo de los Tres Magos requirió sets masivos. El set de piedra para la primera prueba, en donde Harry enfrenta al Colacuerno Húngaro, fue construido en dos secciones en los Estudios Warner Bros. en Leavesden. Craig lo llamó "uno de los mayores sets que jamás construimos para alguna de las películas."  Para la segunda prueba, incluyendo las escenas debajo del agua, el equipo de la película diseño y construyó un tanque con pantalla verde con "alrededor de medio millón de galones de agua."  En cuanto a la tercera prueba, la cual tomó lugar en el laberinto, se construyeron y agrandaron paredes de rejas que van desde 20 a 40 pies de altura con imágenes generadas por computadora.

## Banda sonora
En 2004, se especuló que John Williams no regresaría a musicalizar la cuarta entrega debido a una apretada agenda en 2005. Comenzaron a circular rumores de que el vocalista principal de la banda Pulp Jarvis Cocker iba a musicalizar la película, pero esos rumores pronto fueron corregidos así como se reportó que Cocker y otros músicos harían cameos como un grupo de rock mágico. Con Newell al frente de la película, Patrick Doyle fue finalmente elegido para musicalizar la película (habiendo colaborado previamente con Newell para Into the West y Donnie Brasco).
| Harry Potter and the Goblet of Fire: Original Motion Picture Soundtrack |                           |          |  |
| N.º                                                                     | Título                    | Duración |  |
| 1.                                                                      | «The Story Continues»     | 1:31     |  |
| 2.                                                                      | «Frank Dies»              | 2:12     |  |
| 3.                                                                      | «The Quidditch World Cup» | 1:52     |  |
| 4.                                                                      | «The Dark Mark»           | 3:27     |  |
| 5.                                                                      | «Foreign Visitors Arrive» | 1:30     |  |
| 6.                                                                      | «The Goblet of Fire»      | 3:23     |  |
| 7.                                                                      | «Rita Skeeter»            | 1:42     |  |
| 8.                                                                      | «Sirius Fire»             | 2:00     |  |
| 9.                                                                      | «Harry Sees Dragons»      | 1:54     |  |
| 10.                                                                     | «Golden Egg»              | 6:10     |  |
| 11.                                                                     | «Neville's Waltz»         | 2:11     |  |
| 12.                                                                     | «Harry in Winter»         | 2:56     |  |
| 13.                                                                     | «Potter Waltz»            | 2:19     |  |
| 14.                                                                     | «Underwater Secrets »     | 2:28     |  |
| 15.                                                                     | «The Black Lake»          | 4:38     |  |
| 16.                                                                     | «Hogwarts' March»         | 2:47     |  |
| 17.                                                                     | «The Maze»                | 4:44     |  |
| 18.                                                                     | «Voldemort»               | 9:39     |  |
| 19.                                                                     | «Death of Cedric»         | 1:59     |  |
| 20.                                                                     | «Another Year Ends»       | 2:21     |  |
| 21.                                                                     | «Hogwarts' Hymn»          | 2:59     |  |
| 22.                                                                     | «Do the Hippogriff »      | 3:39     |  |
| 23.                                                                     | «This Is the Night »      | 3:24     |  |
| 24.                                                                     | «Magic Works »            | 4:02     |  |
| 75:48                                                                   |                           |          |  |

## Cambios de continuidad de Hogwarts
A partir de la tercera película se dio un cambio radical a la geografía de Hogwarts y esta película ofrece algunos cambios más. Estas alteraciones sólo tienen lugar en los filmes, mas no en los libros. Las diferencias son:
- El Salón de Entrada ha sido cambiado. Ahora hay algunos arbustos y una torre de reloj que dirige al salón.
- El Salón de Entrada ha sido separado de las escaleras.
- La lechucería ha sido agregada como una torre alta con muchos niveles.
- Un nuevo valle ha sido agregado. Es donde está el campo de dragones de la primera prueba.
- Más allá del valle hay una cascada.
- Algunas escenas toman lugar en un valle de ubicación desconocida.
- El diseño de las tres torres de Campana (se ve que tienen campanas) ha sido cambiado nuevamente.

## Diferencias con el libro
- En el libro Voldemort, Nagini y Colagusano se encuentran en la mansión de los Riddle, en la que Frank Bryce pensó que había intrusos, investigó y llegó a ver a lord Voldemort y Colagusano hablando. En la película aparecen los dos mencionados recientemente, pero Barty Crouch Jr. no aparece en ninguno momento en la escena del libro.
- Es la primera película que no comienza en casa de los Dursley en Privet Drive; Harry se despierta directamente en La Madriguera, por lo que las escenas anteriores, incluyendo cuando los Weasley van a recogerle para los Mundiales de Quidditch, son omitidas.
- A diferencia del libro, en la película no se menciona cuando Colagusano encuentra a Voldemort en Albania ni se explica como le da su cuerpo temporal, tampoco es mencionado el encuentro con Bertha Jorkins ni su asesinato ya que su personaje fue eliminado debido a limitaciones de tiempo.
- En el Libro, una vez que Voldemort resucita e invoca la marca negra para llamar a los mortifagos mientras Colagusano llora y gime de dolor por haberse cortado su mano, Voldemort le cuenta a Harry de forma melodramática y sentimental, sobre su pasado, en el cual su madre la bruja Mérope Gaunt contrajo matrimonio con el muggle Tom Riddle, a través de una poción de amor, en la película se omite por completo esto ya que Voldemort al invoca la marca negra, los mortifagos llegan repentinamente a lo que Voldemort solamente los regaña, acusandolos de que ellos nunca lo buscaron o dudaron de su regreso, mientras que Colagusano no sufre por haberse cortado su propia mano.
- En el libro Harry no ve morir directamente a Cedric, ya que cuando Colagusano aparece con feto Voldemort, Harry casi se desmaya y cuando da la vuelta para ver a Cedric se encontraba bien él ya se encontraba muerto por Colsagusano,  en la película Harry si ve a Cedric morir por Colagusano.
- En el Libro los mortifagos (Incluyendo a Lucius) llegan uno por uno al cementerio, y forman un círculo de fuego en la lápida donde se encontraban Voldemort, Harry, Colagusano y el cadáver de Cedric; Voldemort los saluda de manera pacífica y les da la bienvenida, sin embargo, después en un tono molesto les reclama y acusa de traidores, de no buscarlo o dudar de su regreso. Uno de ellos, que suplicaba clemencia, es torturado por Voldemort a través del hechizo Crucio. Voldemort también reprocha a Lucius, a lo que Lucius le dice que siempre le fue leal. Después de eso, Voldemort deja de estar enfadado, y ordena a los mortifagos buscar a los demás aliados que le hacen falta, y menciona que van empezar a reconstruir su ejército de nuevo y a asaltar la prisión de Azkaban para sacar a los Lestrange. En la película cuando los mortifagos llegan Voldemort solamente los regaña y reprocha por no buscarlo.
- En el libro el partido de Quidditch es comentado en su totalidad con todo detalle (ocupa un capítulo), incluido los puntos del resultado final, mientras que en la película sólo se muestra la salida de los jugadores y la señal de inicio; todas las escenas en el estadio duran apenas un minuto. En el libro casi todos animan a Irlanda mientras que en la película animan a Bulgaria y a Viktor Krum.
- En el libro cuando Harry logra escapar con el cadáver de Cedric del cementerio y regresa al estadio de Hogwarts, Harry termina con una pierna rota, a su vez se queda temporalmente ciego y piensa durante un breve momento que no había escapado o que Voldemort lo iba a matar, hasta que escucha los gritos de horror de sus amigos, los profesores, el padre de Cedric y los demás estudiantes al ver el cuerpo de Cedric, Harry en medio del caos y al no ver nada grita en tono de angustia "Voldemort ha regresado" para asombró de los presentes, posteriormente Harry en lágrimas logra recuperar la vista cuando Ojo Loco (Bartemius Crouch Jr) lo saca del estadio y lo lleva a la Torre del Castillo de Hogwarts , en la película, cuando Harry escapa  con el cuerpo de Cedric, todos los estudiantes y presentes del estadio comienzan a celebrar, Harry al darse cuenta de que volvió comienza a llorar y a decir "Voldemort ha vuelto", para sorpresa de muchos, quienes después se dan cuenta de que Cedric estaba muerto.
- En la película, ya que se omite casi en totalidad el partido de Quidditch, no se dan a conocer la existencia de las criaturas mágicas conocidas como "Leprechauns" y las "Veelas", mascotas de los equipos de Irlanda y Bulgaria, respectivamente.
- En la película, durante la clase de Moody aparece una sola araña (en el libro eran 3). También fue omitida la clase en que realiza la maldición imperius sobre los alumnos.
- En el libro, el profesor Moody era muy admirado por los alumnos. Mientras que en la película lo tomaban más por loco.
- En la película no aparece el personaje del libro Ludo Bagman.
- En el libro, cuando los mortífagos provocan el caos, hay varias escenas en las que todos huyen hacia el bosque, todas omitidas en la película, donde los protagonistas se separan en el caos y tratan de encontrarse en el mismo campamento destruido. En el libro, Barty Crouch Jr. se encuentra con Winky (que solo aparece en una escena eliminada de la película), su elfa doméstica, en el bosque, y el ataque de los empleados del Ministerio de Magia a los protagonistas tiene lugar en un claro de dicho bosque, mientras que en la película no ocurre este encuentro y todo sucede en el mismo campamento. Tampoco se menciona que Barty Crouch Sr. y su hijo estuvieron bajo en maleficio Imperius.
- En la película, Ron recibe su traje de gala para el baile de Navidad, estando ya en Hogwarts, por intermedio de una lechuza. En el libro, el traje lo recibe antes de ir al colegio, comprado por la señora Weasley.
- En el libro, cuando Harry regresa herido y menciona que la muerte de Cedric fue por culpa de Voldemort, Dumbeldore tiene una enorme discusión con Cornelius el Ministro de Magia, ya que Dumbeldore cree que lo que Harry dice es verdad mientras que Cornelius por miedo, lo niega por completo, siendo estas diferencias la que desencadenaría su enemistad en los acontecimientos de "La Orden del Fenix", en la película se omite por completo esta discusión, lo único que se menciona es que Cornelius piensa que el regreso se Voldemort es falso.
- En la película, después de revelarse la muerte de Cedric como el regreso de Voldemort, varios estudiantes entre ellos Harry se les muestran aparentemente contentos, como si nada hubiera pasado, en el libro una vez que se enteran de la muerte de Cedric, muchos estudiantes se quedan preocupados cuestionándose si lo que dijo Harry es verdad o mentira, por su parte Harry queda herido emocionalmente.
- En el libro, los protagonistas visitan el subterráneo donde está la sala común de Hufflepuff para encontrar a Cedric, y también las cocinas donde trabajan los elfos domésticos (Dobby y Winky, entre muchos otros), mientras que en la película no visitan nada de esto y no aparece ni un solo elfo doméstico.
- En el libro, a Harry le cuesta bastante encontrar a Cedric, ya que tiene un horario complicado, y cuando lo ve lo detiene rasgando su mochila para que los libros caigan y así alcanzarlo, mientras que en la película lo ve enseguida, rodeado de fanes que se ríen de Harry y hablan en el patio, cuando en el libro hablan en un pasillo.
- En la película, gran parte de las escenas realizadas por personajes eliminados son realizadas por Neville Longbottom.
- En la película, todas las preparaciones y entrenamientos que hace Harry con ayuda de sus amigos, sobre todo de Hermione, para practicar hechizos para el Torneo, son eliminadas.
- En la película, no aparece la clase de Cuidado de Criaturas Mágicas en la que les enseñan a los alumnos a lidiar con escregutos de cola explosiva, ni ninguna otra, a diferencia de en la anterior película, en la que aparece una clase con hipogrifos.
- En el libro Amos Diggory tiene un rol más importante, a su vez se lo muestra como alguien extremadamente arrogante y mezquino, a su vez le gustaba presumir en cada momento sobre los logros de su hijo como de su trabajo en el Departamento de Regulación y Control de las Criaturas Mágicas, además de eso Amos se comportaba de manera grosera o maleducada con Harry en más de una ocasión, en la película Amos Diggory tiene un rol sumamente secundario en donde solo se lo ve al principio y en las tres pruebas del Torneo de los Tres Magos, a su vez se lo muestra con alguien muy amigable con todos.
- En el libro tras la muerte de Cedric, Amos Diggory entra en una gran depresión cayendo casi en locura, lo que lleva hacer ingresado en el Hospital St. Mungo's (Siendo en la Orden del Fénix donde se confirma su destino), en la película Amos tiene un destino ambiguo, ya que la última vez que aparece es cuando llora desconsoladamente por la muerte de Cedric.
- En el libro, Hermione hace una campaña con insignias para defender los derechos de los elfos domésticos que sirven en el colegio casi como esclavos, a la que llama P.E.D.D.O. Nada de esto aparece en la película, al ser una subtrama poco relacionada con la historia principal. Lo mismo ocurre con la historia secundaria de Rita Skeeter que se simplifica notoriamente.
- En el libro, Harry tiene un duelo con Draco en el que sus hechizos rebotan y dan a Goyle y a Hermione, respectivamente, y deben ir a la enfermería para curarse, cosa que no aparece en la película.
- Como en el libro anterior, Harry tiene algunas salidas de noche con el Mapa del Merodeador que no aparecen en la película además que el mapa tampoco aparece en la película.
- En la película aparece la sesión fotográfica de los cuatro campeones, así como la entrevista de Rita Skeeter a Harry, pero no la sesión de comprobación de varitas con el señor Ollivander, descrita en el libro.
- En la película se omite la visita, por parte de los Weasley, a Harry, y por consiguiente el momento en el cual Fleur Delacour conoce a Bill Weasley.
- En el libro, en la primera prueba Harry sólo maniobra con la escoba alrededor del estadio para conseguir el huevo, mientras que en la película el dragón se suelta y persigue a Harry por todas partes hasta que se estrella contra un puente y Harry regresa al estadio.
- En el libro, en la segunda prueba Harry quema a los grindylows del lago lanzando un chorro de agua hirviente, mientras que en la película los rechaza a todos de golpe con un solo hechizo.
- En la película no aparece el hechizo o encantamiento obstaculizador Impedimenta.
- En el libro, en la tercera prueba del laberinto, Harry y Cedric se enfrentan a varias criaturas, como escregutos, acromántulas y boggarts, además de la niebla que vuelve del revés y una esfinge a la que Harry tiene que responder un acertijo, mientras que en la película no aparece ni una sola criatura. Al final, Harry destruye unas raíces que atrapan a Cedric con Reducto, mientras que en el libro usa Diffindo para cortarlas.
- En el libro, la prueba del laberinto es descrita como mucho más terrorífica; Harry se pierde constantemente y debe orientarse varias veces, además de que se explica el proceso de cómo Hagrid fue construyendo el laberinto, todo omitido en la película.
- En el libro, cuando alguien se retira de la tercera prueba, se menciona simplemente que lanzan chispas rojas al aire sin especificar ningún hechizo, mientras que en la película nombran el hechizo Perículum para hacerlo.
- En el libro cuando Voldemort vuelve gracias a Colagusano saliendo desnudo del caldero pidiendo a Colagusano que lo abrigue mientras que en la película los restos del caldero se convierten en una túnica negra que sirven de vestimenta al renacido Voldemort. Además el físico de Voldemort es cambiado; en el libro es descrito como un ser alto (1,96 m (6′ 5″)), calvo, pálido cual muerto viviente, con ojos rojos con pupilas verticales, en lugar de una nariz tiene dos orificios nasales como rendijas parecidos a los de una serpiente, dedos de la mano anormalmente largos, con una boca sin labios y una voz fría, aguda y susurrante. En la película solo conserva la voz, las pupilas verticales, los dos orificios en lugar de nariz y tiene labios.
- En el libro, en la reunión con los mortífagos en el cementerio, Voldemort menciona los nombres de los que no están y el motivo, mientras que en la película sólo dice que algunos no han podido estar presentes sin decir nada más.
- En la película, Barty Crouch Jr. tiene un tic característico en el que muestra su lengua como si fuera una serpiente, algo que no aparece en los libros. Esto fue improvisado por David Tennant al momento de filmar.
- En la película, Snape cita a Harry en su bodega de pociones e ingredientes para enseñarle la Poción de la Verdad, el Veritaserum. En el libro lo hace en plena clase.
- En el libro informar que Flitwick, Mcgonagall y Ojo loco Moody vigilan el laberinto, cosa que en película nunca mencionan.
- En el libro, Fleur Delacour de Beauxbatons, en la segunda prueba, es atacada por los Grindylows por lo que no llega ante Gabrielle a tiempo. En la película simplemente Dumbledore anuncia que necesitó retirarse.
- En la película, la escuela de magia Beauxbatons es un colegio femenino y el Instituto Durmstrang es masculino. En el libro ambos colegios son mixtos, ya que se describen estudiantes de ambos géneros.
- La discusión de Dumbledore con el ministro de magia fue omitida, así como la de Hagrid con Madame Maxime y la temática de los semi-gigantes.
- En la película McGonagall baila con Ron para ensayar el Baile de Navidad, cosa que no ocurre en el libro.
- Durante el baile de Navidad en la película las mujeres usan vestidos y los hombres trajes, mientras que en el libro hombres y mujeres usan túnicas de gala.
- El Baile de Navidad más que un baile se muestra como un concierto privado de la banda que toca allí
- En el libro, Harry y Viktor Krum encuentran a Barty Crouch en el bosque prohibido bajo el maleficio imperio, en la película Harry lo encuentra muerto aunque con cuerpo entero ya que en el libro Barty Crouch Jr. además de asesinar a su padre transforma el cuerpo en un hueso, y lo entierra en los terrenos de Hogwarts..
- En la película se desconoce el destino final de Barty Crouch Jr., mientras que en el libro, recibe el beso de un dementor.
- En la película se omite la visita que realizan Harry, Ron y Hermione a Sirius Black mientras está escondido en una cueva cercana a Hogsmeade, previo a la tercera prueba, en la que Sirius les cuenta a los chicos la historia de Barty Crouch en tiempos del reinado de terror de Voldemort.
- En la película los participantes del Torneo de los Tres Magos utilizan un uniforme de un color distintivo con su nombre y número para cada prueba, mientras que en el libro, solo utilizan sus túnicas negras características.

## Distribución

### Mercadotecnia
Un primer vistazo exclusivo de la película fue mostrado en ABC durante el estreno en televisión de Harry Potter y la cámara secreta el 7 de mayo de 2005. El primer tráiler estuvo disponible en línea el 8 de mayo de 2005.
El videojuego, diseñado por EA UK, fue lanzado el 8 de noviembre de 2005. Mattel lanzó una línea de figuras de acción y artefactos basados en la película. Entre ellos estuvo la primera edición de los Scene It? de Harry Potter que contiene alrededor 1000 preguntas sobre las cuatro películas.

### Clasificación por edades
Harry Potter y el cáliz de fuego fue la primera película de la serie en recibir una clasificación PG-13 por la MPAA por "secuencias de violencia fantástica y escenas aterradoras", M por la OFLC y un 12A por la BBFC debido a sus temas oscuros, violencia fantástica, e imágenes amenazantes y aterradoras.

### Pleito judicial con Wyrd Sisters
En el período previo a la película, la Warner Bros. se acercó a un grupo de folk canadiense llamado las Wyrd Sisters para obtener permiso de usar el nombre The Weird Sisters para su banda de Harry Potter. Cuando no se pudo llegar a un acuerdo, la banda presentó una demanda de 40 millones de dólares contra la Warner Bros, la distribuidora estadounidense de la película, así como los miembros de la banda de la película (miembros de las bandas Radiohead y Pulp, entre otras) por el mal uso del nombre del grupo — En una escena eliminada, ellos simplemente son introducidos como una banda que no necesita presentación —. La banda canadiense también interpuso una medida cautelar para detener el estreno de la película en su país, y que contenía una aparición de la banda de rock ficticia del mismo nombre. Un juez de Ontario rechazó esta propuesta, y para evitar mayores polémicas la Warner Bros. hizo que la banda no sea nombrada en la película, así como varios productos derivados. Sin embargo, el grupo de Winnipeg continuó con la demanda; la vocalista principal Kim Baryluk declaró que "los consumidores asumirán que el más pequeño y menos famoso grupo canadiense está tratando de tomar ventaja de la fama de 'Harry Potter' al copiar el nombre de la banda de 'Harry Potter' cuando en realidad ocurre lo contrario."  La medida cautelar fue rechazada, y la banda fue condenada a pagar los costos. En marzo de 2010, el pleito judicial fue solucionado y los cargos cerrados.

### Estreno en cines
Harry Potter y el cáliz de fuego fue la segunda película en la serie en tener un estreno simultáneo en cines convencional e IMAX. Apodada como Harry Potter y el cáliz de fuego: La experiencia IMAX, la película fue digitalmente remasterizada para IMAX de su formato de 35mm a tomar parte en una "estrategia de crecimiento comercial" establecida entre IMAX y la Warner Bros.
La película fue estrenada en la mayoría de los países en un período de dos semanas comenzando el 18 de noviembre de 2005 en el Reino Unido y los Estados Unidos, con un estreno el 1 de diciembre de 2005 en Australia. en Estados Unidos, la película se estrenó en un máximo de 3858 salas de cine, que incluían varias pantallas IMAX.
El estreno mundial de la película tomó lugar en Londres, Inglaterra, el 6 de noviembre de 2005. Una de las apariciones en el estreno fue un animatronic, un Colacuerno Húngaro que escupía fuego. El dragón de 40 pies de largo, usado durante la escena en la que Hagrid guía a Harry dentro del bosque una noche antes de la primera prueba, fue diseñado y construido por el supervisor de efectos especiales de la película John Richardson y el supervisor de efectos de criaturas y maquillaje Nick Dudman.

### Lanzamientos internacionales
| País                                                                          | Fecha de estreno                  |
| ----------------------------------------------------------------------------- | --------------------------------- |
| Alemania                                                                      | Jueves 24 de noviembre de 2005    |
| Argentina                                                                     | Jueves 24 de noviembre de 2005    |
| Australia                                                                     | Jueves 1 de diciembre de 2005     |
| Austria                                                                       | Viernes 18 de noviembre de 2005   |
| Bélgica                                                                       | Miércoles 23 de noviembre de 2005 |
| Belice · Costa Rica · El Salvador · Guatemala · Honduras · Nicaragua · Panamá | Viernes 25 de noviembre de 2005   |
| Bolivia                                                                       | Jueves 24 de noviembre de 2005    |
| Brasil                                                                        | Viernes 25 de noviembre de 2005   |
| Bulgaria                                                                      | Viernes 2 de diciembre de 2005    |
| Chile                                                                         | Jueves 24 de noviembre de 2005    |
| China                                                                         | Viernes 18 de noviembre de 2005   |
| Chipre                                                                        | Viernes 23 de diciembre de 2005   |
| Colombia                                                                      | Viernes 25 de noviembre de 2005   |
| Corea del Sur                                                                 | Viernes 2 de diciembre de 2005    |
| Croacia                                                                       | Jueves 1 de diciembre de 2005     |
| Dinamarca                                                                     | Viernes 18 de noviembre de 2005   |
| Ecuador                                                                       | Viernes 2 de diciembre de 2005    |
| Egipto                                                                        | Miércoles 23 de noviembre de 2005 |
| EAU                                                                           | Miércoles 16 de noviembre de 2005 |
| Eslovenia                                                                     | Jueves 24 de noviembre de 2005    |
| España                                                                        | Viernes 25 de noviembre de 2005   |
| Estados Unidos · Canadá                                                       | Viernes 18 de noviembre de 2005   |
| Estonia                                                                       | Viernes 25 de noviembre de 2005   |
| Filipinas                                                                     | Miércoles 16 de noviembre de 2005 |
| Finlandia                                                                     | Viernes 18 de noviembre de 2005   |
| Francia                                                                       | Miércoles 30 de noviembre de 2005 |

| País                         | Fecha de estreno                  |
| ---------------------------- | --------------------------------- |
| Grecia                       | Jueves 24 de noviembre de 2005    |
| Hong Kong                    | Jueves 22 de diciembre de 2005    |
| Hungría                      | Jueves 1 de diciembre de 2005     |
| India                        | Viernes 18 de noviembre de 2005   |
| Indonesia                    | Miércoles 16 de noviembre de 2005 |
| Islandia                     | Viernes 25 de noviembre de 2005   |
| Israel                       | Jueves 8 de diciembre de 2005     |
| Italia                       | Viernes 25 de noviembre de 2005   |
| Japón                        | Sábado 26 de noviembre de 2005    |
| Letonia                      | Viernes 2 de diciembre de 2005    |
| Líbano                       | Jueves 22 de diciembre de 2005    |
| Lituania                     | Viernes 2 de diciembre de 2005    |
| Malasia                      | Jueves 17 de noviembre de 2005    |
| México                       | Miércoles 16 de noviembre de 2005 |
| Noruega                      | Viernes 18 de noviembre de 2005   |
| Nueva Zelanda                | Jueves 24 de noviembre de 2005    |
| Países Bajos                 | Jueves 24 de noviembre de 2005    |
| Perú                         | Jueves 24 de noviembre de 2005    |
| Polonia                      | Viernes 25 de noviembre de 2005   |
| Portugal                     | Jueves 22 de diciembre de 2005    |
| Puerto Rico                  | Jueves 17 de noviembre de 2005    |
| Reino Unido Irlanda          | Viernes 18 de noviembre de 2005   |
| República Checa · Eslovaquia | Jueves 1 de diciembre de 2005     |
| Rumania                      | Viernes 23 de diciembre de 2005   |
| Rusia                        | Jueves 22 de diciembre de 2005    |
| Serbia y Montenegro          | Jueves 22 de diciembre de 2005    |
| Singapur                     | Jueves 17 de noviembre de 2005    |
| Sudáfrica                    | Viernes 2 de diciembre de 2005    |
| Suecia                       | Viernes 18 de noviembre de 2005   |
| Suiza                        | Miércoles 30 de noviembre de 2005 |
| Tailandia                    | Jueves 17 de noviembre de 2005    |
| Taiwán                       | Sábado 19 de noviembre de 2005    |
| Turquía                      | Viernes 18 de noviembre de 2005   |
| Ucrania                      | Jueves 22 de diciembre de 2005    |
| Uruguay                      | Viernes 25 de noviembre de 2005   |
| Venezuela                    | Viernes 2 de diciembre de 2005    |

### Versión casera
La película fue lanzada en DVD en Norteamérica el 7 de marzo de 2006. Estuvo disponible en ediciones de uno y dos discos, así como también formó parte de un box set de 8 discos que incluye todas las cuatro películas hechas hasta el momento. El bonus disc presenta tres juegos interactivos, así como siete cortometrajes detrás de escenas. La película también fue lanzada en formato Universal Media Disc para PSP.
En su primer día de lanzamiento en Norteamérica, alrededor de 5 millones de copias fueron vendidas, registrando un récord de la franquicia por ventas del primer día. En su primera semana se vendieron alrededor de 9 millones de unidades de ventas combinadas de tanto la versión widescreen como la fullscreen del DVD.
La versión británica fue lanzada en DVD el 20 de marzo de 2006 y se convirtió en el DVD británico de venta más rápida de todos, vendiendo seis copias por segundo en su primer día de lanzamiento. Según la Compañía Oficial de Listas de Reino Unido, el DVD vendió 1,4 millones de copias en su primera semana sola. También está disponible en una edición de dos discos con características especiales similar a la edición norteamericana de dos discos.
En la actualidad, el DVD posee el Record Guinness por ser el DVD de venta más rápida de todos los tiempos. El récord fue agregado a la edición de 2007 del Libro Guinness de los récords, el cual incluye una imagen del premio siendo presentado a Daniel Radcliffe en el set de Harry Potter y la Orden del Fénix en el Estudio de la Warner Bros. de Leavesden en abril de 2006.
En los Estados Unidos, las primeras cinco películas de Harry Potter fueron lanzadas en HD DVD y Blu-ray el 11 de diciembre de 2007. La cuarta película ha estado disponible en numerosas cajas recopilatorias que contienen el resto de las películas estrenadas en la serie, incluyendo Harry Potter: Complete 8-Film Collection y Harry Potter Wizard's Collection. Una Ultimate Edition de Harry Potter y el cáliz de fuego fue lanzada el 19 de octubre de 2010, con imágenes detrás de escenas, tráileres, escenas adicionales y un largometraje especial llamado Creating the World of Harry Potter Part 4: Sound & Music. A pesar de no estar incluida en la Ultimate Editon, una versión extendida ha sido mostrada durante ciertos canales de televisión con una duración de unos 167 minutos.

## Recepción

### Recaudación
Luego de un día de estreno de 40 millones de dólares en la taquilla estadounidense y estando el puesto #1 por tres semanas, Harry Potter y el cáliz de fuego disfrutó de una exitosa proyección en cines, finalizando el 6 de abril de 2006. La película estableció numerosos récords incluyendo el más exitoso fin de semana de estreno no hecho en mayo en Estados Unidos y recaudó 14,9 millones de libras en su fin de semana de estreno en el Reino Unido, un récord que ha sido batido por la película de James Bond de 2008, Quantum of Solace, la cual recaudó 15,4 millones de libras. El cáliz de fuego ganó 102,7 millones de dólares en su primer fin de semana en la taquilla estadounidense, estableciendo un nuevo récord para la franquicia y también archivó el mayor fin de semana de estreno de noviembre, siendo luego superado por The Twilight Saga: New Moon en 2009. Se vendieron tantas entradas como Harry Potter y la piedra filosofal vendió en su primer fin de semana. El récord de la película en la franquicia fue más tarde superado en 2010 por Harry Potter y las Reliquias de la Muerte: parte 1, que comenzó con 125 millones de dólares; y Harry Potter y las Reliquias de la Muerte: parte 2, con 169,1 millones en su primer fin de semana. El debut de Harry Potter y el cáliz de fuego marcó el cuarto fin de semana de 100 millones de dólares en la historia y a partir de julio de 2011 se mantiene como el 17.º mayor fin de semana de todos. En China Continental, la película generó 93 millones de Yuan chinos.
Harry Potter y el cáliz de fuego recaudó casi 897 millones de dólares mundialmente, haciéndola el estreno internacional y mundial de recaudación más alta de 2005.
Sólo en salas IMAX, la película recaudó un total de USD 20 033 758 mundialmente por un promedio de acumulación por pantalla de USD 188 998, estableciendo así un nuevo récord y un nuevo hito por una versión 2D IMAX remasterizada digitalmente.
En enero de 2006, Harry Potter y el cáliz de fuego superó la taquilla que logró Harry Potter y la cámara secreta, para convertirse en la octava película de mayor recaudación mundial hasta el momento, y la segunda película de mayor recaudación en la serie Harry Potter, detrás de Harry Potter y la piedra filosofal. A partir de julio de 2011, es la sexta película de Harry Potter de mayor recaudación detrás de Harry Potter y la piedra filosofal, Harry Potter y la Orden del Fénix y Harry Potter y el misterio del príncipe, Harry Potter y las Reliquias de la Muerte: parte 1 y Harry Potter y las Reliquias de la Muerte: parte 2.
La película se posiciona en el puesto #3 en la taquilla estadoun idensedetrás de Star Wars: Episode III - Revenge of the Sith y The Chronicles of Narnia: The Lion, the Witch and the Wardrobe de 2005, aunque ambas películas se posicionan más abajo que Harry Potter y el cáliz de fuego en las listas mundiales.

### Crítica
Mientras que la crítica especializada fue casi unánime en sus alabanzas respecto a  El prisionero de Azkaban, con el estreno de esta cuarta las opiniones se mostraron muy divididas, siendo a rasgos generales positivas.
Los críticos estadounidense coincidieron en remarcar que El cáliz de fuego superaba a su predecesora por la inclusión de elementos de comedia, acción y terror. Para Roger Ebert, el director «se balancea con delicadeza entre lo fantasioso y lo ominoso, en ese incierto lugar donde Harry vive suspendido entre la diversión escolar, el romance adolescente y el oscuro precipicio». El crítico Todd McCarthy de la influyente publicación Variety se centra en elogiar la mejora en la interpretación de Daniel Radcliffe y muy especialmente en el villano encarnado por Ralph Fiennes: 

Fiennes convierte al villano de villanos en un monstruo distinguido, sin remordimiento y astuto en una escena cumbre que no decepciona y que, al igual que el dragón, se muestra capaz de impresionar a los más jóvenes

En The New York Times se alabó también el lujoso reparto británico, en especial la de Brendan Gleeson. Para la crítica del diario, Manohla Dargis, la cinta puede tener menos toque poético que la dirigida por Alfonso Cuarón «pero la combinación entre excentricidad británica y fatalismo continúa intacta».
Por otro lado, la crítica inglesa se alineó con la mayoría de las opiniones de los especialistas hispanohablantes, señalando el problema que reaparece en cada una de estas opiniones: el ritmo apresurado de la película. En el periódico argentino La Nación la película recibió una calificación positiva pero se recalca que

queda claro que el profesionalismo de Newell […] queda eclipsado en la comparación ante la maestría (belleza y profundidad) demostrada por el mexicano Alfonso Cuarón en El prisionero de Azkaban. Por momentos, esta versión fílmica de un libro que ronda las 700 páginas (depende del idioma y de la edición) luce demasiado fragmentaria y recortada.

En el sitio LaButaca.net, uno de los sitios más grandes dedicados al cine en habla hispana una de las reseña señala que Harry Potter y el cáliz de fuego es «una cinta sugerente, fastuosa y a ratos espléndida, y ello a pesar de su manifiesta irregularidad […] a causa de su realizador, Mike Newell».

### Premios
| Premio             | Categoría                     | Receptor(es)                                                  | Resultado |
| ------------------ | ----------------------------- | ------------------------------------------------------------- | --------- |
| Premios Óscar      | Mejor dirección de arte       | Stuart Craig y Stephenie McMillan                             | Nominados |
| Teen Choice Awards | Mejor película de drama       |                                                               | Ganadora  |
| Premios BAFTA      | Mejor diseño de producción    | Stuart Craig                                                  | Ganador   |
| Premios BAFTA      | Mejores efectos visuales      | Jim Mitchell, John Richardson, Timothy Webber y Tim Alexander | Nominados |
| Premios BAFTA      | Mejor maquillaje y peluquería | Amanda Knight, Eithne Fennel y Nick Dudman                    | Nominado  |
| Premios Saturn     | Mejor película fantástica     |                                                               | Nominada  |
| Premios Saturn     | Mejor dirección               | Mike Newell                                                   | Nominado  |
| Premios Saturn     | Mejor vestuario               | Jany Temime                                                   | Nominada  |
| Premios Saturn     | Mejor música original         | Patrick Doyle                                                 | Nominado  |
| Premios Saturn     | Mejor guion                   | Steve Kloves                                                  | Nominado  |
| Premios Saturn     | Mejor interpretación juvenil  | Daniel Radcliffe                                              | Nominado  |
| Premios Saturn     | Mejor dirección               | Mike Newell                                                   | Nominado  |
| Premios Saturn     | Mejor maquillaje              | Nick Dudman y Amanda Knight                                   | Nominados |
| Premios Saturn     | Mejor maquillaje              | Jim Mitchell, Tim Alexander, Timothy Webber y John Richardson | Nominados |